# Janvier 1788
Cette page présente les faits marquants du mois de janvier 1788.

## Événements

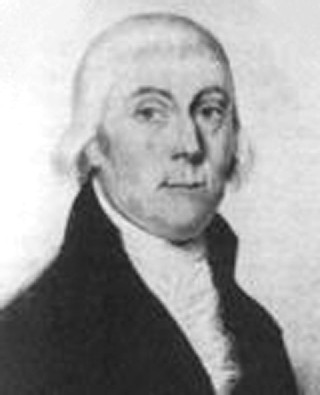
Cyrus Griffin.

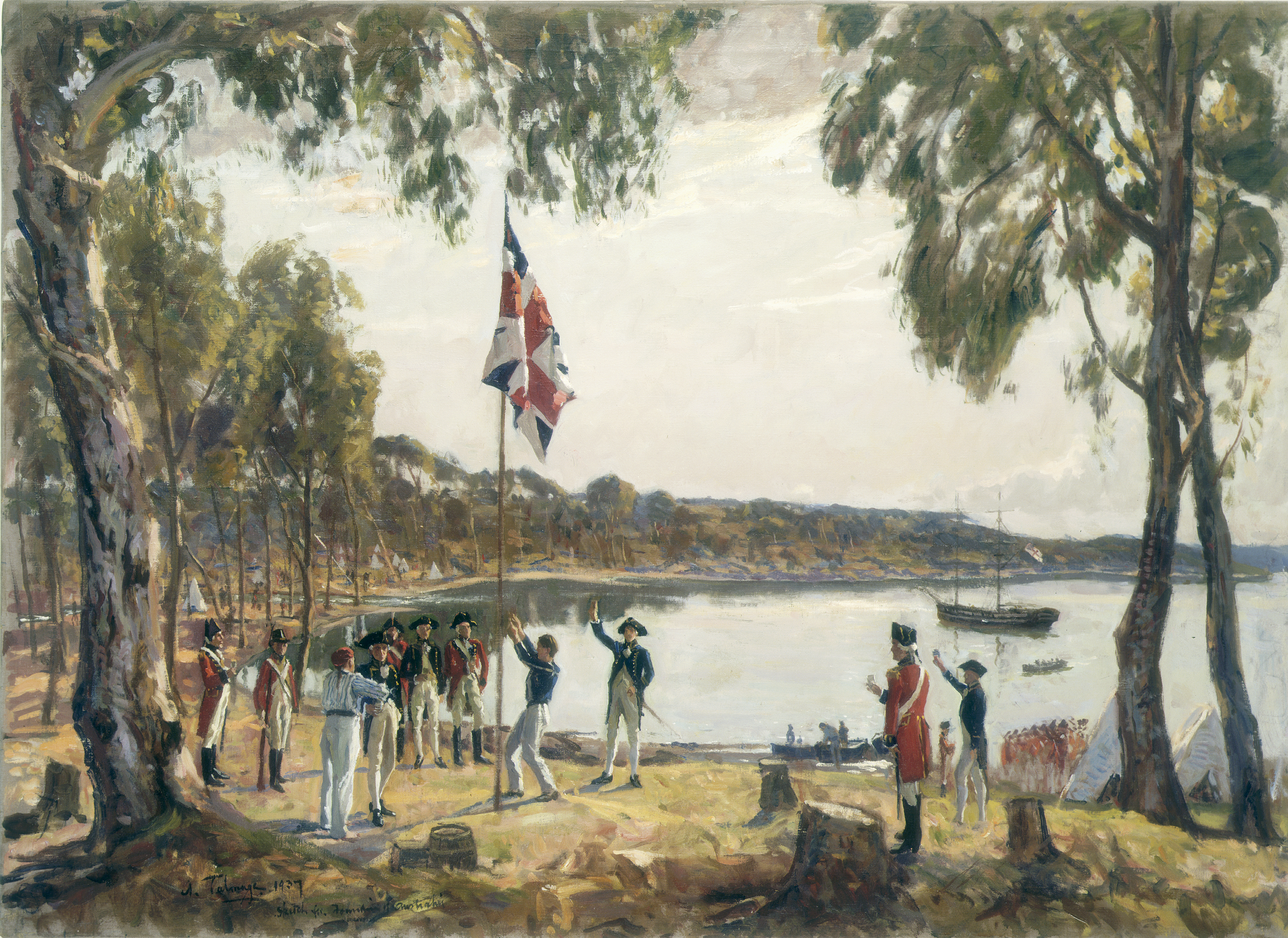
26 janvier, Sydney Cove : la fondation de l'Australie, toile d'Algernon Talmage, 1937. À l’arrivée du gouverneur Phillip, les aborigènes d'Australie sont de 300000 à 400000. Ils seront dix fois moins nombreux un siècle plus tard, refoulés vers les territoires du Nord et de l’Ouest. Les premiers contacts entre les colons et les aborigènes se passent mal. Les massacres commencent tôt, certaines coutumes indigènes (frapper les femmes au sang, broyer les crânes des soldats pris en embuscade) donnant bonne conscience aux Européens qui jugent « qu’il ne s’agit pas d’êtres humains mais de singes ».

- 1er janvier, Royaume-Uni : le London Daily Universal Register devient le Times, journal quotidien dont la première page sera longtemps consacrée à des petites annonces[1].

- 2 janvier : la Géorgie ratifie la Constitution des États-Unis d'Amérique et devient le quatrième État des États-Unis.

- 9 janvier : le Connecticut ratifie la Constitution et devient le cinquième État des États-Unis.

- 17 - 18 janvier : échec d'une nouvelle tentative autrichienne de s'emparer de Belgrade par surprise[2].

- 18 janvier : le capitaine britannique Arthur Phillip, commandant la « Première Flotte », débarque en Australie à Botany Bay avec 1400 personnes donc 759 convicts, et les marins ou soldats accompagnés de leurs familles, afin d'établir une colonie pénitentiaire[3].
  - Sur les 733 premiers partants dans des conditions épouvantables, il y a 431 condamnés pour « vols mineurs », 44 voleurs de moutons, 9 auteurs de gros larcins, et 31 qui ont commis une violence sur une personne. La moitié a moins de 25 ans. Quarante-huit d’entre eux périssent au cours de 252 jours de voyage (scorbut). En Grande-Bretagne, 25 000 « criminels » figurent sur une liste d’attente.

- 22 janvier, États-Unis : Cyrus Griffin est élu Président du Congrès continental.

- 26 janvier :
  - le pénitencier est transféré dans le site plus favorable de Port Jackson, qui deviendra Sydney[3];
  - l’explorateur français François de Galaup de la Pérouse atteint Botany Bay en Australie[4], chargé d’observer les agissements des Britanniques en Nouvelle-Galles du Sud et d’étudier les possibilités de colonisation. Il reprend la mer six semaines plus tard et meurt dans un naufrage sur les récifs des Vanuatu.

- 31 janvier : Henri Benoît Stuart devient le nouveau prétendant jacobite aux trônes d’Angleterre, d’Écosse et d’Irlande à la mort de son frère Charles Édouard Stuart[5].

## Naissances
- 1er janvier : William Thomas Brande, chimiste britannique († 11 février 1866).
- 21 janvier : William Henry Smyth, astronome britannique († 9 septembre 1865).
- 22 janvier : Lord Byron, poète britannique († 19 avril 1824).

## Décès
- 21 janvier : Paul d'Albert de Luynes, cardinal français, archevêque de Sens (° 5 janvier 1703).